# Завој
Завој или бандажа је трака од платна или газе која служи за повезивање рана, њихово превијање или фиксирање одређеног дела тела који је повређен. Када се користи облога, она се ставља на саму рану, а завој у том случају држи облогу. Без облоге, завој се обично користи за заштиту или причвршћивање зглоба. Могу помоћи и приликом крварења.
У зависности од употребе, постоје различите величине завоја: најмањи се користе за прсте и мање повреде, док они највећи служе за превијање ноге или трупа.